# 田庄水库 (北京市)
田庄水库是位于北京市密云县北部，上甸子乡田庄村北的水库，拦截龙潭沟和洪水。
1980年竣工。总库容91.5万立方米，控制流域面积13.62平方公里。建有大坝、溢洪道、输水管。大坝最大坝高22米，坝顶长122米，年供水50万立方米，灌溉面积2000亩。